# جو باير
جو باير (بالألمانية: Jo Baier)‏ هو كاتب وكاتب سيناريو ومخرج ألماني، ولد في 13 فبراير 1949 في ميونخ في ألمانيا.

## وصلات خارجية
- جو باير على موقع IMDb (الإنجليزية)
- جو باير على موقع مونزينجر (الألمانية)
- جو باير على موقع ألو سيني (الفرنسية)
- جو باير على موقع أول موفي (الإنجليزية)
- جو باير على موقع قاعدة بيانات الأفلام السويدية (السويدية)
- جو باير على موقع ديسكوغز (الإنجليزية)
- جو باير على موقع قاعدة بيانات الفيلم (الإنجليزية)
- جو باير على موقع كينوبويسك (الروسية)